# Sòfocles el Jove
Sòfocles (en llatí Sophocles, en grec antic Σοφοκλής) fill d'Aristó i net de Sòfocles el vell, fou un poeta tràgic atenenc.
Tenia al tomb dels vint anys a la mort del seu avi, que se l'estimava molt i li havia ensenyat els principis per escriure tragèdies. Va començar a representar i publicar les seves pròpies tragèdies o drames quan tenia uns 30 anys, cap al 396 aC encara que el 401 aC ja havia presentat Oedipus at Colonus que probablement era una obra del seu avi.
No se sap quantes obres del seu avi va fer representar ni quantes eren en realitat escrites per ell. Segons les fonts, va escriure entre 11 i 40 drames, i va guanyar entre 7 i 12 premis. De les seves obres l'única referència rellevant es Climent d'Alexandria, que diu que feia als Dioscurs exclusivament humans. Suides li atribueix també algunes elegies.